# 西营镇 (交城县)
西营镇，是中华人民共和国山西省吕梁市交城县下辖的一个乡镇级行政单位。

## 行政区划
西营镇下辖以下地区：
西营村、寨子村、城头村、大营村、大陵庄村、东营村和石候村。